# تومي كوتس
تومي كوتس (بالإنجليزية: Tommy Coates)‏ هو مهندس أمريكي، ولد في 28 مايو 1909، وتوفي في 1 نوفمبر 1980.